# 부산 고불사 대혜보각선사서
대혜보각선사서(大慧普覺禪師書)는 부산광역시 기장군, 고불사에 있는 선종의 요결서이다. 2014년 3월 19일 부산광역시의 문화재자료 제75호로 지정되었다.

## 개요
대혜보각선사서는 송나라 대혜 보각선사 종고(宗杲)가 선에 대한 여러 사람들의 질의 서신에 대해 간화선법(看話禪法)에 바탕 해서 그 요지를 설명한 답신들을 모은 책으로, 흔히 대혜서장(大慧書狀)으로 불린다.
1166년 남송(南宋) 시기에 처음 간행된 이 책이 전래된 뒤 고려시대 보조국사 지눌(知訥)이 간화선을 지도하는 지침서로 활용함으로서 널리 알려지게 되었으며, 전문 강원에서 교과서로 채택되어 사과집(四科集) 과정으로 학습되었다. 현재 전하고 있는 가장 오래된 판본은 1387년에 간행된 것으로 1166년 경산 묘희암(徑山 妙喜菴)에서 간행된 판본을 번각(飜刻)한 것이다.
김응규 소장 『대혜보각선사서』는 불분권의 1책 총 115장으로 된 목판본으로, 권말의 시주질과 간기에 의하면 1575년(萬曆 3년) 충청도 청주 속리산 공림사에서 개간한 것인데, 이 책도 1166년의 경산 묘희암 간본을 재차 번각한 것이다. 임진왜란 이전 간본(刊本)이라는 연대적 가치가 있으며, 책의 보존 상태도 매우 좋아 우리나라 서지학 연구의 귀중한 자료이다.

## 같이 보기
- 대혜보각선사서